# Die Maharani von Dschansi
Die Maharani von Dschansi (alternativer Filmtitel: Feuer und Sturm, Originaltitel: Jhansi Ki Rani, Hindi झाँसी की रानी Jhā̃sī kī Rānī) ist ein indischer Historienfilm von Sohrab Modi aus dem Jahr 1953. Er wird häufig als erster indischer Farbfilm in Technicolor bezeichnet. Die deutschsprachige Aufführung entsprach der 1956 veröffentlichten, um die Musikstücke gekürzten US-amerikanischen Schnittfassung mit dem Titel The Tiger and the Flame.

## Handlung
Im unter britischer Suzeränität stehenden Fürstenstaat Jhansi wird nach dem Tod des alten, kinderlosen Rajas im Jahre 1838 der Witwer Gangadhar Rao durch die East India Company zum neuen Raja bestimmt. Eingefädelt hatte den Coup dessen Neffe Sadashiv Rao, der sich nach dem Tode Gangadhars als nächster Verwandter als natürlichen Thronerben sah.
Der Priester und königliche Ratgeber Rajguru, der in den letzten Jahren die politischen Geschicke des Landes im Hintergrund geführt hat, ist gekränkt, weil er vor Unterzeichnung des Protektoratsvertrages mit den Briten nicht konsultiert worden war. Aber sofort verlässt er Jhansi, um in anderen Ländern des Subkontinents eine Frau für Gangadhar zu finden. Nach langem Suchen findet er in Bithur das selbstbewusste Mädchen Manu, das er mit Zustimmung ihres Vaters Moropant und des Peshwas Baji Rao II. als Braut für Gangadhar nach Jhansi bringt. Die Hochzeit wird pompös gefeiert. Rajguru bildet sie zehn Jahre lang in den Künsten des Geistes und des Körpers aus, bis sie zu einer jungen Frau herangewachsen ist und ihren Platz an der Seite des Rajas von Jhansi einnimmt. Wenig später gebärt sie ihm einen Sohn.
Um ihren Einfluss auf die Geschäfte in Jhansi zu stärken, schicken die Briten Lieutenant Dowker nach Jhansi, der wie die Rani Lakshmibai aus Bithur stammt und sie noch aus der gemeinsamen Kindheit kennt. Er wird im Rahmen der Festlichkeiten zum Geburtstag des Rajas vorstellig.
Während der Feiern stirbt das Baby des Herrscherpaares. Gangadhar adoptiert seinen vierjährigen Neffen Damodar Rao, um Dalhousies Doctrine of Lapse zu umgehen. Doch er stirbt kurz darauf. Nach der eilig anberaumten Krönung des Kindes verkündet ein Gesandter Dalhousies die Annexion Jhansis, um Recht und Ordnung im Land zu gewährleisten. Lakshmibai erklärt ihm, für die Freiheit ihres Landes zu kämpfen und eine Übernahme durch die Briten nicht zu akzeptieren. Die lassen sie gewähren.
In den folgenden vier Jahren verschärften sich die antibritischen Bestrebungen in Nord- und Zentralindien. Einflussreiche indische Kreise sollen zur Erschütterung der Moral der indischen Sepoy-Soldaten das Gerücht gestreut haben, dass die neuen Patronenhülsen mit Rinderblut und Schweinefett eingeschmiert seien. Der Tod des Soldaten Mangal Pande und die Aufstände im Mai und Juni 1857 ziehen gegen den Widerstand der Rani auch Jhansi in den Strudel der Ereignisse.
Im britischen Hauptquartier in der Garnisonsstadt Mhow ist General Hugh Rose davon überzeugt, dass die Rani von Jhansi für ein Massaker an britischen Zivilisten persönlich verantwortlich ist. Er lässt ihr über den Boten Henry Dowker mitteilen, dass sie Jhansi binnen 48 Stunden zu verlassen habe. Sie lädt daraufhin General Rose zum Kampf auf dem Felde ein. Die Briten belagern die Festung Jhansi sechs Tage, doch erst nachdem Sadashiv Rao die Festungswache bestochen hat, können sie in die Stadt eindringen und die Auseinandersetzung für sich entscheiden.
Lakshmibai flieht aus Jhansi und verbündet sich auf den Rat Rajgurus mit Nana Sahib in Gwalior. Dort wird sie in der Schlacht mit den Briten verwundet und stirbt.

## Sonstiges
Der Film entstand nach einer Geschichte von S. R. Dubey. Die Ausstattung gestaltete der Art Director Rusi K. Banker. Die Tänze im Film wurden gestaltet von Madame Simkie und Vinod Chopra. Für die Liedtexte nach der Musik von Vasant Desai war Radheshyam Kathavachak verantwortlich. Die Sänger waren Mohammed Rafi, Sulochana Kadam, Suman Purohit, Parshuram und P. Ramakant.
Der Film, insbesondere die Schlachtszenen, wurde mit Unterstützung des indischen Verteidigungsministeriums und den Pferden, Elefanten und Untertanen der Maharajas von Bikaner und Jaipur geschaffen. Die Titelrolle besetzte Sohrab Modi mit seiner Ehefrau Mehtab Modi.
Die internationale Fassung des Films war um die Musik-und-Tanz-Stücke gekürzt. Der Film hatte seine deutschsprachige Fernseherstaufführung 1970 im DFF; als er 1990 im ZDF gezeigt wurde, lief er unter dem Titel Feuer und Sturm.